# ダンゴムシ

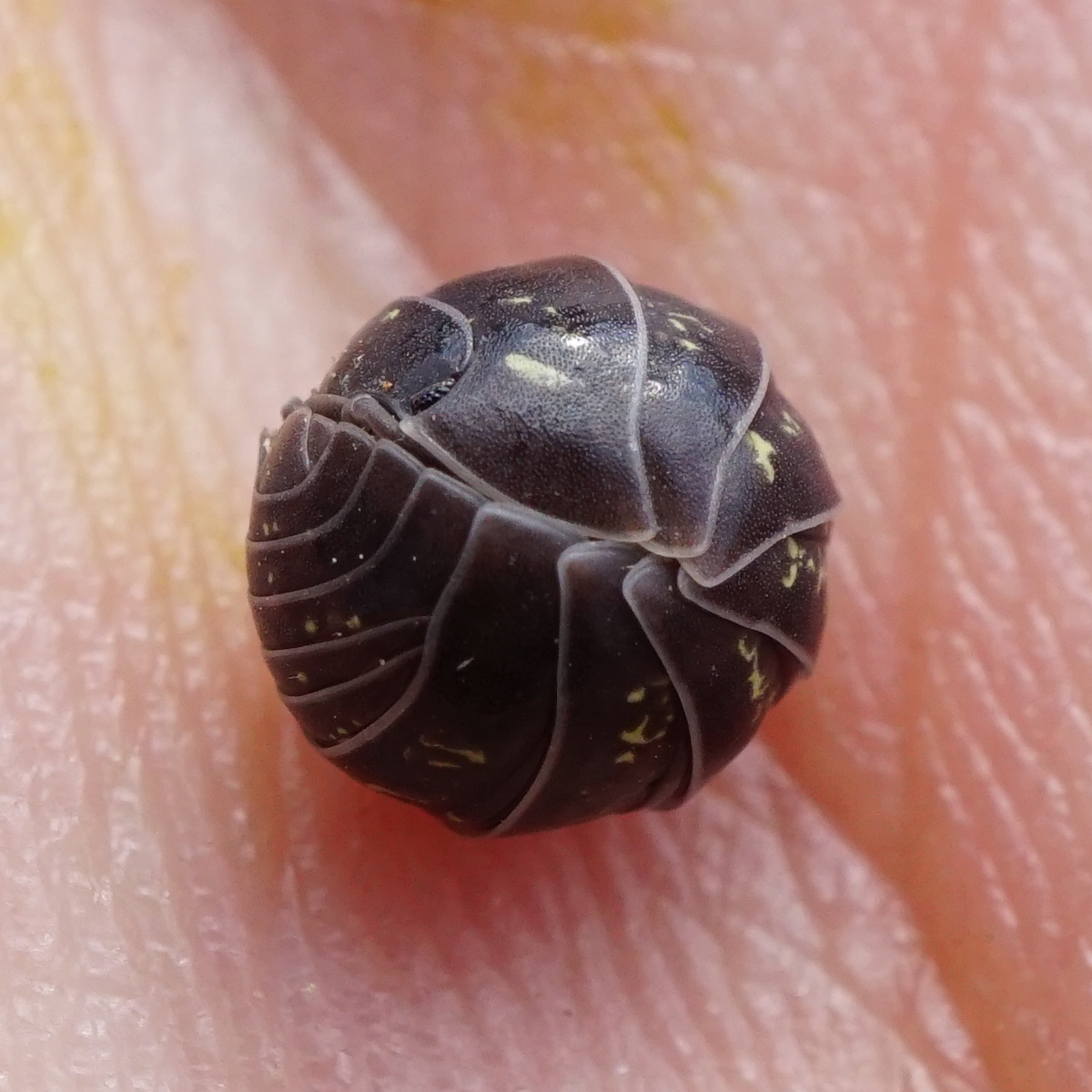
危険を感じると球体になって身を守る

ダンゴムシ（団子虫、英: woodlouse, pl. woodlice, pill bug）とは、ワラジムシ目ワラジムシ亜目（等脚目）の動物のうち、陸生で、刺激などの要因で団子のような体勢になる球体化と呼ばれる習性を持つものを指す。一般に「ダンゴムシ」と呼ばれるものはオカダンゴムシであり、全世界で1500種以上を含む8科がその定義に該当する。
広範囲の土壌に生息して分解者の役割を担い、土壌形成上、一定の役割を果たしているものと考えられており、食性と生態から自然界の分解者という要素が強い。

## 分類
日本国内においては、現在までに以下の3科と5属が知られている。ただし、分類的な混乱やシノニムの存在から、現状正確な種数は不明である。
- オカダンゴムシ科 Armadillidiidae
  - オカダンゴムシ属 Armadillidium
    - オカダンゴムシ A. vulgare
    - ハナダカダンゴムシ A. nasatum
- ハマダンゴムシ科 Tylidae
  - ハマダンゴムシ属 Tylos
    - ハマダンゴムシ T. Granulatus
- コシビロダンゴムシ科 Armadillidae
  - タマコシビロダンゴムシ属 Spherillo
  - コブコシビロダンゴムシ属 Hybodillo
  - ネッタイコシビロダンゴムシ属 Cubaris

日本においては明治期以降に国内に移入したとされているオカダンゴムシ科のオカダンゴムシやハナダカダンゴムシが森林、市街地などの広い範囲で見られ、森林など、多くの場合人為的撹乱の少ない場所では、総じてオカダンゴムシ属に比べやや小型のコシビロダンゴムシ科に属する種類がみられる。国内においてはコシビロダンゴムシ科はほとんどの場合一定以上の規模をもつ自然度の高い植生に見られるのに対しオカダンゴムシ科が人為的影響の強い場所に多く見られるという違いがあるが、これはコシビロダンゴムシ科が含水率が高くA₀層の厚い環境を好みオカダンゴムシ科が含水率が低く土壌pHの高い環境を好むという違いからであり、後者に関しては原産地である地中海沿岸に近い場所を選択している可能性が示唆されている。
また、海岸線、特に砂浜ではやや大型のハマダンゴムシ科に属するハマダンゴムシが見られる。
コシビロダンゴムシについては研究が待たれ、種のおおむねの数さえよくわかっていない。
現状国内ではコシビロダンゴムシ科から3属34種類が報告されているが、近年ではシノニムが報告され、またその一方で未記載種と考えられる国内採集のコシビロダンゴムシが多く知られている。全般的に暗所や夜の方が活動が活発である。

## 人間との関係
落ち葉を食べて、微生物が分解しやすい状態にするダンゴムシは土壌を豊かにする。しかし、落ち葉以外にも農作物の葉や茎（特に新芽）も食べたり、不快害虫としての側面も持ち、駆除の薬剤も販売されている。
漢方では中: 鼠婦（そふ）と呼び、乾燥させた全虫が用いられる。利尿作用・排尿困難・尿量減少に効能があるとされる。
コンクリートや踏み固められた粘土質の土など固い地面の上に置くと、少し息を吹きかけただけで丸まりよく転がるため、子供のおもちゃ替わりにされてきた。踏みつけると子供の体重でも潰れるが、柔らかい土の上で丸まっていれば潰されないだけの硬さを持つ。森の生態系の理解に役立つ教材として小中学校の教科で用いられる。

### 注
1. ↑  平成28年度の小中学校教科書に掲載。これまでの教材研究には理科の生態観察[14]、生活科の教材[15]、あるいはダンゴムシとワラジムシの対照[16]に使われる。

## 関連資料
- 「ダンゴムシ類、ワラジムシ類」『エビ・カニのなかま』、東京 : 朝倉書店〈知られざる動物の世界〉第6巻、pp.40-44、2011年7月。原タイトル："World of animals 28 : crustaceans"。 Armadillidium （オカダンゴムシ属）p.42、 A. vulgare （オカダンゴムシ）p.41。